# Санта-Мария (природный парк)
Природный парк Санта-Мария (порт. Parque Natural de Santa Maria) — природоохранная зона на острове Санта-Мария на Азорских островах. Парк был создан Региональным секретариатом по охране окружающей среды и океанов (Secretaria Regional do Ambiente e do Mar) автономного регионального правительства Азорских островов для более эффективного управления природоохранными зонами острова Санта-Мария. Было сохранено несколько природных ландшафтов, а их использование обусловлено целями содействия сохранению и поддержки эндемичных видов флоры и фауны, а также предоставления общественных форм отдыха и ознакомления с природой.

## Обзор
7 ноября 2008 года региональное правительство законодательно утвердило создание (в соответствии с региональным законодательным декретом 47/2008/A) природного парка острова Санта-Мария (порт. Parque Natural da Ilha de Santa Maria ) с целью координации и управления тринадцатью природоохранными зонами острова как единой территорией.
Природные заповедники
- [SMA01] Природный заповедник островов Формигаш (порт. Reserva Natural dos Ilhéus das Formigas)
- [SMA02] Природный заповедник острова Вила (порт. Reserva Natural do Ilhéu da Vila)

Памятники природы
- [SMA03] Памятник природы Педрейра-ду-Кампу, Фигейрал и Праинья[англ.] (порт. Monumento Natural da Pedreira do Campo, do Figueiral e Prainha)

Природоохранные зоны для управления местами обитания и видами
- [SMA04] Природоохранная зона Юго-западного побережья (порт. Área Protegida para a Gestão de Habitats ou Espécies da Costa Sudoeste)
- [SMA05] Природоохранная зона Понта-ду-Каштелу (порт. Área Protegida para a Gestão de Habitats ou Espécies da Ponta do Castelo)
- [SMA06] Природоохранная зона Байя-ду-Кура (порт. Área Protegida para a Gestão de Habitats ou Espécies da Baía do Cura)
- [SMA07] Природоохранная зона Пику-Алту (порт. Área Protegida para a Gestão de Habitats ou Espécies do Pico Alto)